# Clarence Chant
Clarence Augustus Chant (31 de mayo de 1865 - 18 de noviembre de 1956) fue un astrónomo y físico canadiense.

## Semblanza
Chant nació en Hagermans Corners (Ontario), hijo de Christopher Chant y de Elizabeth Croft. En 1882 era alumno del Instituto Markham, donde demostró una gran capacidad matemática. Después de graduarse continuó su educación en Toronto. Comenzó a trabajar como instructor en 1884, dedicándose a la docencia en Maxwell, Osprey Township, durante los siguientes tres años.
En 1887 comenzó a estudiar matemáticas y física en la Universidad de Toronto. Hasta su graduación en 1890 ejerció como funcionario en Ottawa, trabajando como empleado interino en la oficina del Auditor General. Debido a las limitadas perspectivas de su breve estancia en este trabajo, en 1891 aceptó una oferta de la Universidad de Toronto, donde comenzó a trabajar como lector de física al año siguiente.
Mientras trabajaba en la universidad se interesó en astronomía, y en 1892 se unió a la agrupación que se convertiría en la Real Sociedad Astronómica de Canadá, de la que fue presidente entre 1904 y 1907, actuando además como miembro editorial de la revista de la sociedad hasta 1956. También contribuyó con sus artículos a la revista y al anuario Manual del Observador.
En 1894 se casó con Jean Laidlaw, con quien tuvo dos hijas y un hijo. Obtuvo su maestría en 1900, y solicitó una excedencia para estudiar un doctorado en la Universidad de Harvard. Una vez doctorado, regresó a Toronto en 1901, empleándose como profesor. En 1905 introdujo los cursos de astronomía óptica en la Universidad de Toronto, siendo el único astrónomo en la universidad hasta 1924. Estaba buscando apoyos para fundar un observatorio en la ciudad de Toronto, cuando el proyecto fue dejado de lado por el inicio de la Primera Guerra Mundial.
Durante su carrera participó en cinco expediciones para observar eclipses solares, incluyendo la célebre expedición de 1922 que probó la teoría de Einstein de que la luz podía ser desviada por un cuerpo masivo. Realizó investigaciones tempranas sobre la fotografía de rayos X. En 1928 publicó el libro  "Our Wonderful Universe" (Nuestro Universo Maravilloso).
Finalmente en 1935, después de muchos años de trabajo y con el respaldo financiero de la familia del ejecutivo minero David Alexander Dunlap, pudo realizar su sueño de disponer de un observatorio de primera categoría en Canadá, inaugurándose el Observatorio David Dunlap. Se retiró de la universidad una vez puesto en servicio el observatorio, trasladándose a la Casa del Observatorio de Richmond Hill. Murió a los 91 años de edad, coincidiendo con el eclipse lunar de noviembre de 1956, mientras todavía estaba residiendo en la Casa del Observatorio.

## Reconocimientos
- Está considerado como el "padre de astronomía canadiense".
- El asteroide (3315) Chant lleva este nombre en su honor.
- Así mismo, el cráter lunar Chant conmemora su nombre.[2]